# 肖捷
肖捷（1957年6月—），辽宁开原人，出生于北京，中国共产黨、中华人民共和国政治人物，副国级领导人。1976年3月参加工作，1985年8月加入中国共产党。中国人民大学财政系财政金融专业本科毕业，财政部财政科学研究所财政专业在职博士研究生。第十七届、十八届、十九届、二十届中央委员。曾任国务院常务副秘书长（正部长级，保障李克强总理日常工作）、财政部部长，国务委员兼国务院秘书长、国务院机关党组书记、国务院关税税则委员会主任。现任第十四届全国人大常委会副委员长。

## 經歷
1976年3月，进入北京市机械局机械研究所做工。1978年10月，考入中国人民大学财政系财政金融专业学习。1982年9月，进入财政部综合计划司长期计划处，任干部。1987年1月，任长期计划处副处长，并于1987年12月至1989年4月在西德（联邦德国）进修一年半。1991年12月，升任处长。1993年11月，任综合计划司副司长（其间：1994年9月至1995年7月，在中共中央党校一年制中青年干部培训班学习；1992年9月至1995年7月，在财政部财政科学研究所财政专业读在职博士研究生）。1998年7月，任财政部综合司司长。2000年6月，任财政部国库司司长。2001年9月，任财政部副部长。
2005年7月，任中共湖南省委常委、湖南省副省长。
2007年8月，任国家税务总局局长。2013年3月，任国务院常务副秘书长（正部长级），接替尤权负责李克强总理的日常工作。2016年11月7日，任財政部部長。2017年10月，任中央国家机关工委书记，国务院机关党组书记、副秘书长。
2018年2月24日，当选为第十三届全国人大代表。2018年3月19日，第十三届全国人民代表大会第一次会议第七次全体会议，肖捷获总理李克强提名为国务委员及国务院秘书长，后经全国人大投票表决决定任命，成为副国级领导人。
2023年3月10日，当选为第十四届全国人大常委会副委员长。